# Zgornje Vrtiče
Zgornje Vrtiče so naselje v Občini Kungota.